# Stéphane Dondon
Stéphane Dondon (Melun, 9 gennaio 1977) è un ex cestista francese.